# Tcherven Bryag
Pour la commune, voir Tcherven Bryag (obchtina).
Tcherven Bryag (bulgare : Червен бряг) est une ville située dans le nord de la Bulgarie.

## Géographie

### Géographie physique
Tcherven Bryag est située dans le nord de la Bulgarie, à 124 km au nord-est de la capitale Sofia. La ville est le chef-lieu de la commune de Tcherven Bryag.
La ville se situe dans la partie méridionale de la plaine du Danube et à 5 km des premières pentes du Grand Balkan. Elle est longée par la rivière Iskar qui passe à 500 m à l'ouest du centre-ville

### Géographie humaine
| 1926 | 1934  | 1946  | 1956  | 1965   | 1975   | 1985   | 1992   | 2001   |
| ---- | ----- | ----- | ----- | ------ | ------ | ------ | ------ | ------ |
| -    | 6 178 | 7 390 | 9 518 | 12 694 | 16 074 | 18 193 | 18 003 | 16 036 |

| 2011   | 2021   | 2022   | - | - | - | - | - | - |
| ------ | ------ | ------ | - | - | - | - | - | - |
| 12 639 | 10 742 | 10 533 | - | - | - | - | - | - |

## Histoire
La ville de Tcherven Bryag doit son nom au village de même nom (appelé aujourd'hui 5ème quartier), situé à 3 km à l'est de l'actuelle ville, au sommet d'une colline. Ce village et le hameau de Dobrolak, sont des localités médiévales mentionnées dans un registre fiscal ottomans de 1431 - sous le nom de Djérvén Brég - comme l'un des trois villages du ziamet de Résèlèts. Au XVIe siècle, l'existence d'un lieu habité est attestée dans les registres des soldats de kaza Niibolu (Nikopol) sous le nom de Tcherven Bryag.
La localité actuelle est apparue en 1899, dans une prairie nue, lors de la construction de la voie de chemin de fer Sofia - Varna, d'une gare et des installations attenantes. Le premier train s'y arrête le 1er septembre 1899. Cette nouvelle localité devient la plus jeune ville du Royaume de Bulgarie, le 26 juin 1929, sous le nom de Gara Tcherven Bryag".
Les années 1960 voient se développer plusieurs industries dans la ville.

## Administration
La ville de Tcherven Bryag est le chef-lieu de la commune de Tcherven Bryag. Son maire est le maire de la commune.

## Galerie

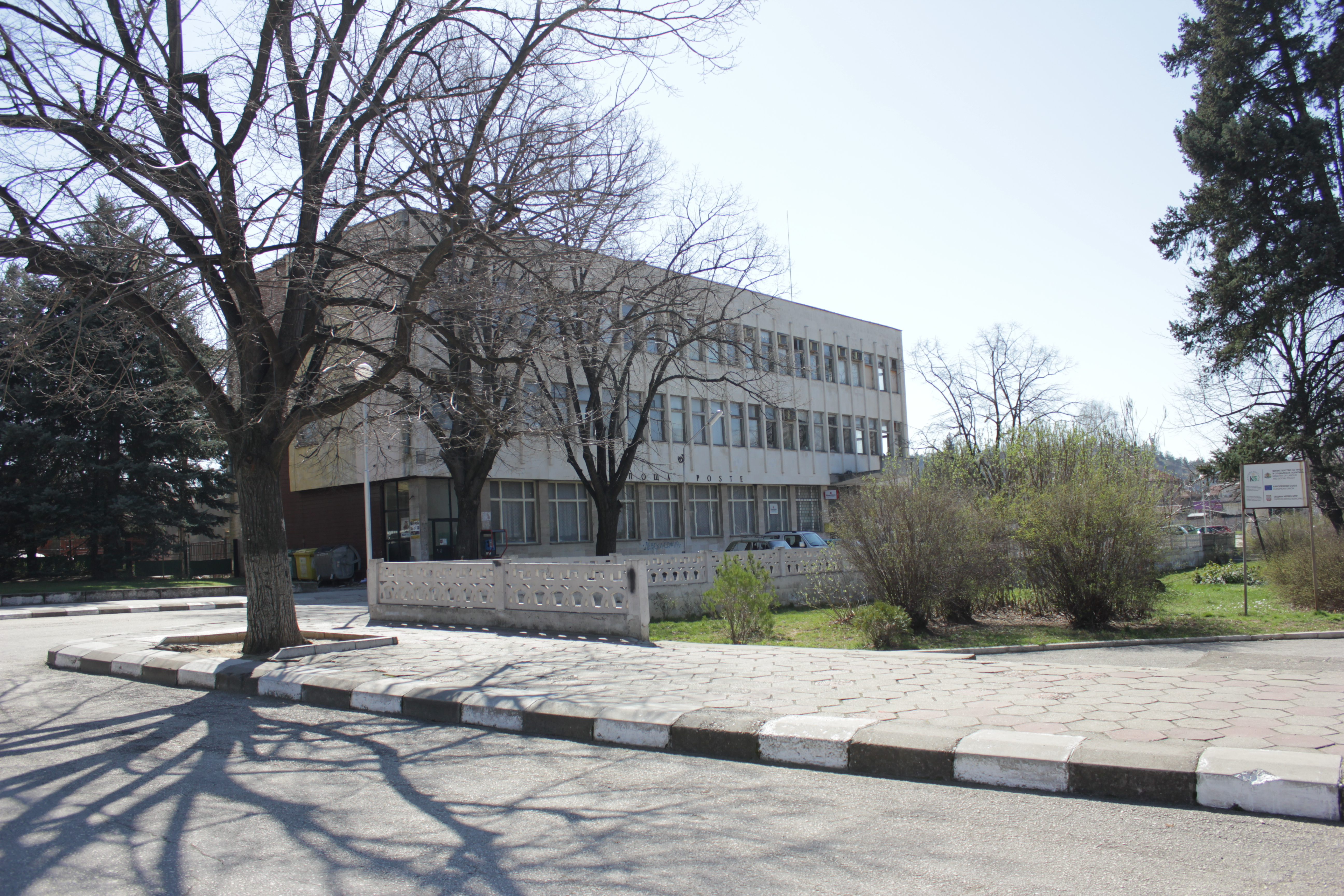
La poste
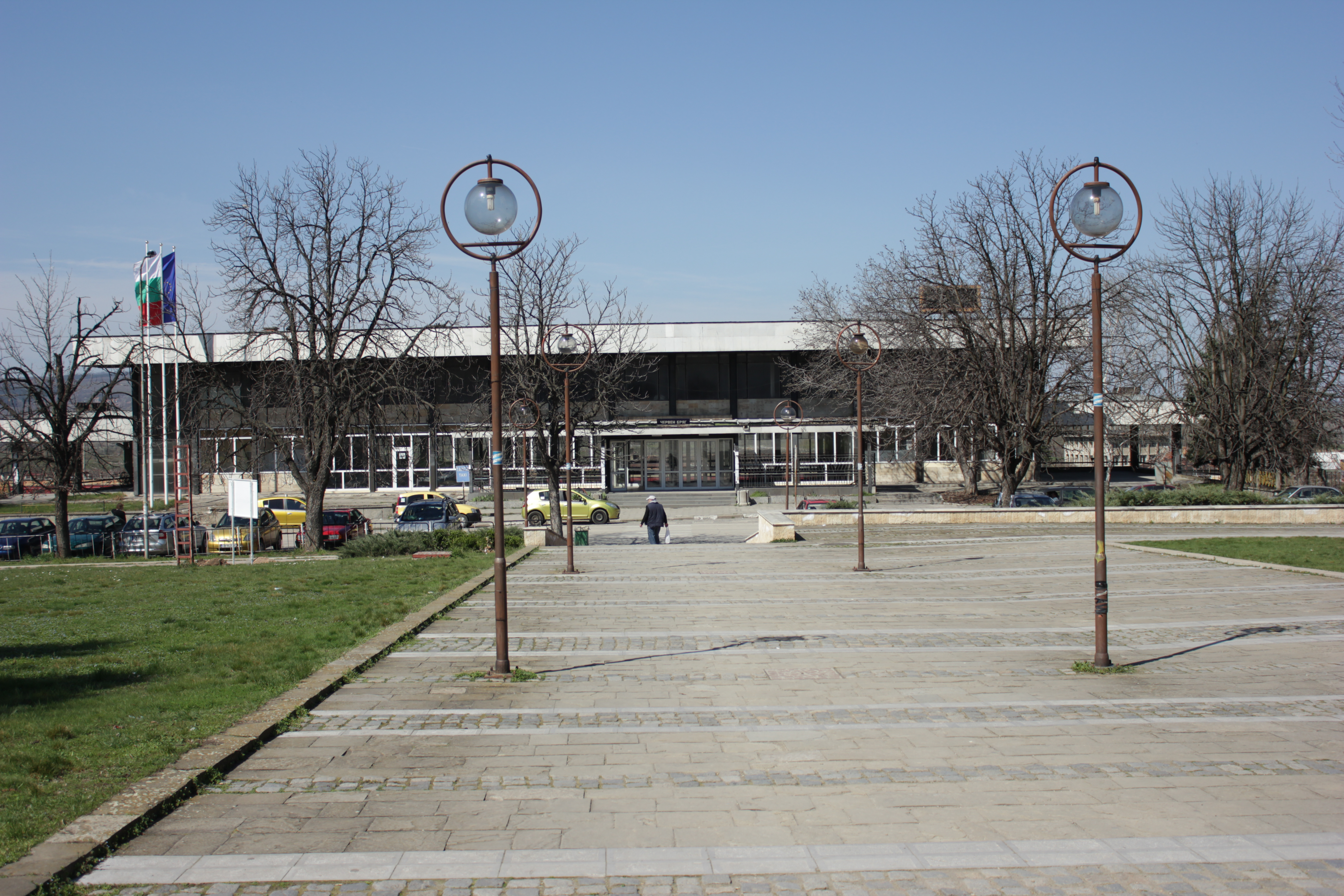
La gare
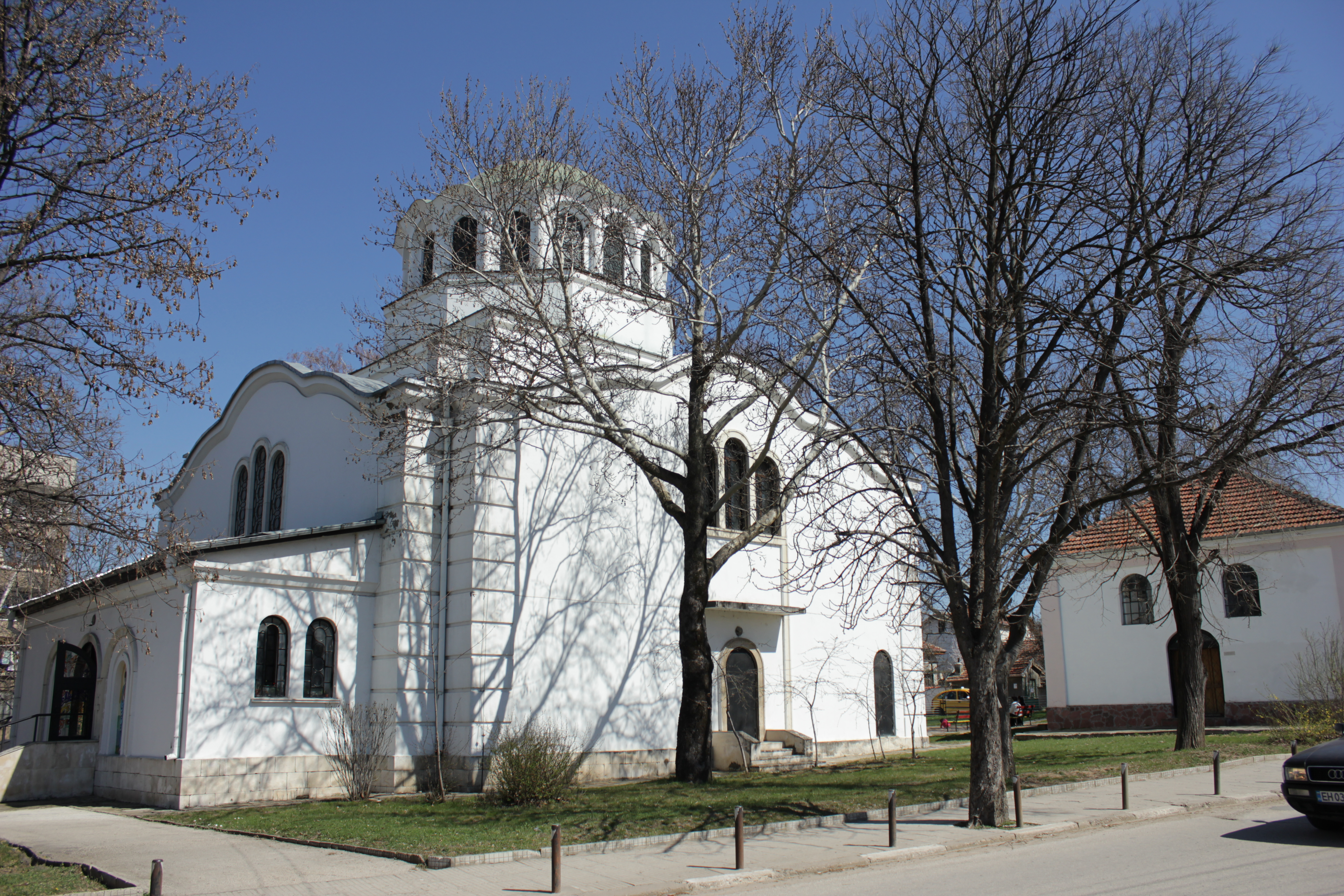
L'église Svéti Sofroniy Vratchanski